# Victor Chan
Œuvres principales
Savoir pardonner
Victor Chan (Hong Kong, 1945) est un physicien et écrivain canadien d'origine hong-kongaise. Fondateur du Centre dalaï-lama pour la paix et l'éducation, Chan connait le dalaï-lama depuis 1972. Coauteur avec lui de deux essais, il a aussi écrit un guide de pèlerinage au Tibet. Il vit sur de l'île Bowen à Vancouver dans la province de la Colombie-Britannique du Canada,.

## Biographie
Victor Chan est né en 1945 à Hong Kong dont il part à l'âge de 20 ans. Il poursuivit sa scolarité au Canada et aux États-Unis. Il fit des études supérieures à l'Institut Enrico Fermi de l'Université de Chicago dans le domaine de la physique des particules.
En 1971, à l'issue de ses études, Chan voyagea en Europe dans un van. Sa route le mena des Pays-Bas en Turquie, puis à travers l'Iran et l'Afghanistan. Au cours du voyage, il fut rejoint par deux femmes, Cheryl Crosby, une Américaine et Rita, une Allemande. À Kaboul, ils furent pris en otage jusqu'à ce que le véhicule de leurs ravisseurs ne s'écrase et qu'ils n'en profitent pour s'enfuir. Cheryl Crosby, une pratiquante bouddhiste new-yorkaise, proposa à Chan d'aller à Dharamsala qu'ils rejoignent en mars 1972. Munie d'une lettre de recommandation, Cheryl rencontre avec lui le dalaï-lama et discute de méditation. Après avoir répondu à ses questions, le dalaï-lama se tourna vers Victor Chan. À Chan qui lui demanda s'il détestait les Chinois, il répondit sans hésitation par la négative, expliquant qu'il leur avait pardonné et ne blâmait nullement le peuple chinois. Victor Chan allait devenir un ami proche du dalaï-lama.
Entre 1984 et 1988, il a vécu 4 ans au Népal, utilisant Kathmandou comme base pour se rendre au Tibet. En 1984, Chan y fait sa première visite, parcourant 42 000 kilomètres à pied, à cheval, en yak, en coracle, en camion et en bus. Il y est retourné en 1990 et parcouru les sentiers de pèlerinage sacrés tibétains, dont le Kailash, le Tsari et le Lapchi. Il quitte alors le Tibet et se met à écrire. Après 5 années de recherche en Europe, il publie son guide sur le Tibet en 1994, un ouvrage qu'il présenta au dalaï-lama à Londres la même année, 22 ans après leur dernière rencontre. Le professeur Michael Aris écrivit qu'« il s'agit du guide le plus détaillé et complet publié en occident, un monument de travail d'un intrépide successeur aux grands explorateurs du XIXe siècle ».
En 1999, Victor Chan demanda au dalaï-lama s'il pourrait collaborer à un livre. Pour cet ouvrage, Savoir pardonner publié initialement en anglais en 2004 sous le titre The Wisdom of Forgiveness et traduit en 14 langues, Victor Chan a enregistré des centaines d'heures dans l'entourage du dalaï-lama, le suivant dans ses voyages dans le monde entier pour des conférences et des cérémonies bouddhistes, et réalisa des dizaines d'interviews quotidiennes dans sa résidence à Dharamsala en Inde, l'observant, discutant avec lui et assistant à des audiences privées accordées à des personnalités. Quand on demanda au dalaï-lama pourquoi il avait autorisé Chan à suivre sa vie d'aussi près, il expliqua : « Ses parents sont Chinois. Il a grandi dans une atmosphère occidentale, mais il est Chinois. Je crois à l'importance de la compréhension. Concernant les Chinois vivant en Amérique, il est très très important d'avoir des contacts étroits avec eux pour une meilleure compréhension des Tibétains. Je suis très heureux de chaque occasion de rencontrer des frères et des sœurs chinois qui manifestent un intérêt pour moi et le Tibet, pour leur dire la vérité. Deuxièmement, il est venu à Dharamsala pour plusieurs réunions, et parfois, il a montré des émotions très fortes, ce qui signifie qu'il est très sincère, pas artificiel, qu'il ne triche pas. La sincérité du cœur, c'est important ». D'après le livre, les deux hommes sont de bons amis.

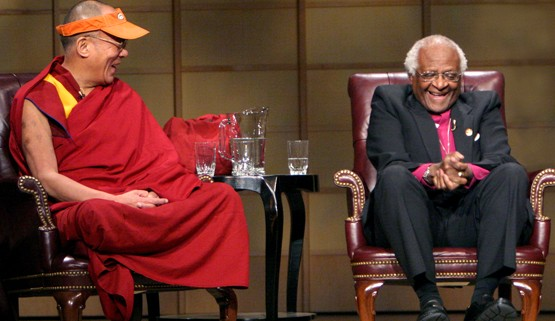
Le 14e dalaï-lama et Desmond Tutu au ' de Vancouver en 2004

Victor Chan organisa avec Pitman B. Potter, directeur de l'Institut de recherches asiatiques (en) à l'Université de la Colombie-Britannique, un colloque qui s'est tenu du 17 au 20 avril 2004, au Chan Centre for the Performing Arts (en) de Vancouver sur le thème de la paix et de la réconciliation. Il invita le dalaï-lama au Canada où il ne s’était pas rendu depuis 10 ans. Deux autres lauréats du prix Nobel, Desmond Tutu, ami de longue date du dalaï-lama et Shirin Ebadi donnèrent chacun une conférence. Václav Havel, autre ami de longue date du dalaï-lama invité initialement, annula sa venue à la dernière minute pour raison médicale. Paul Ekman, qui assista à l’évènement dans le public, rapporte que le Dr. Jo-Ann Archibald, Indienne d’Amérique du nord, et le rabbin Zalman Schachter-Shalomi (en) prononcèrent également chacun un discours. L'évêque anglican canadien Michael Ingham (en) fut modérateur de la discussion qui clôtura le colloque. Pico Iyer, qui suivit le colloque en tant que journaliste, en fait un compte rendu détaillé dans son ouvrage Les Chemins du Dalaï-Lama.
Avec Pitman B. Potter, Victor Chan fonda un programme d'études tibétaines,.
Outre le dalaï-lama trois fois à Vancouver (en 2004, 2006 et 2009), il a fait venir des personnalités célèbres dans la ville, telles que Desmond Tutu, Matthieu Ricard, Mia Farrow, Jane Goodall, Peter Buffett (en), Daniel Goleman, Daniel J. Siegel (en), Ela Bhatt, Shirin Ebadi, Karen Armstrong, Stephen Covey, Kim Campbell, le Blue Man Group, Maria Shriver, Michaelle Jean, Ken Robinson, Murray Gell-Mann, Mary Robinson, Jody Williams, Mairead Maguire, Robert Putnam, Reginald Ray et Bob Geldof.
Victor Chan a fondé le Centre dalaï-lama pour la paix et l'éducation à Vancouver en 2005. Les efforts de Chan débouchent sur la création d'une institution qui, selon Douglas Todd, « devient un champ de force pour un changement global - avec un accent particulier sur la réforme de l'éducation, la philanthropie mondiale et la promotion du droit des femmes ».
En 2013, il publia un second livre avec le dalaï-lama, The Wisdom of Compassion, qui aborde notamment l'étude scientifique de la méditation sur la compassion.
Victor Chan a épousé la paysagiste est-allemande Suzanne Martin vers 1994 avec qui il a eu deux filles, Kira et Lina,.
Victor Chan est membre du conseil consultatif de l'ONG américaine Campagne internationale pour le Tibet.

## Publications

### Livres
- Avec le 14e dalaï-lama, Éloge de la compassion, 2014, Éditions Larousse,  (ISBN 2035908043 et 9782035908049), (en) The Wisdom of Compassion: Stories of Remarkable Encounters and Timeless Insights, 2012, Riverhead,  (ISBN 978-1-59448-738-5)
- Avec le 14e dalaï-lama, Savoir pardonner, traduction Philippe Beaudoin, 2005, Les Presses du Châtelet,  (ISBN 2845921586) Pocket, 2007  (ISBN 2266163388), (en) Wisdom of Forgiveness: Intimate Conversations and Journeys New York: Riverhead Books, 2004  (ISBN 1573222771)
- Tibet. Le guide du pèlerin, Éditions Olizane, 1998, 1211 p.  (ISBN 2880862175 et 9782880862176), (en) Tibet Handbook: A Pilgrimage Guide, Moon Travel Handbooks, 1994,  (ISBN 0918373905 et 9780918373908)

### Articles et chapitres de livres
- A Tale of Two Chinese Cities, in Exile as Challenge: The Tibetan Diaspora, Dagmar Bernstorff, Hubertus von Welck, Orient Blackswan, 2003,  (ISBN 8125025553 et 9788125025559), pp. 101–106.
- Appendix (Buddhism in British Columbia) in Buddhism in Canada, Bruce Matthews, Psychology Press, 2006,  (ISBN 0203390881 et 9780203390887), pp. 24–26.
- At Home With the Dalai Lama, Septembre 2013, Shambhala Sun.